# Mersal
Mersal est un film indien d'Atlee Kumar sorti en octobre 2017.

## Synopsis
Un innocent mais intrépide rebelle du village Thalapathy (Vijay) est de retour poignardé par un médecin avide Daniel (SJ Suryah). Mais trois décennies plus tard, les deux fils de Thalapathy - le magicien Vetri et le docteur Maaran (les deux rôles joués par Vijay) se vengent contre le sang-froid Daniel, qui dirige un réseau hospitalier de premier plan.

## Distribution
- Vijay : Vetrimaran / Maaran / Vetri
- Kajal Aggarwal : Anu Pallavi
- Samantha Ruth Prabhu : Tara
- Nithya Menen : Aishwarya
- Vadivelu : Vadivu
- Yogi Babu : Nolan